# Monte Atwood
El monte Atwood es una montaña, con una altura de 1180 m, que se encuentra sobre el lateral occidental de las montañas Clark en las cordilleras Ford de la Tierra de Marie Byrd en Antártida. Fue descubierto por el Servicio Antártico de Estados Unidos (USAS) en 1940 durante vuelos de reconocimiento desde la Base Occidental, y fue nombrado por el USAS por W.W. Atwood, Sr. quien fuera presidente emérito de la Universidad Clark, y destacado geólogo y geógrafo, y su hijo, W.W. Atwood, Jr., quien colaboraba con su padre en los estudios glaciológicos.